# Liste der Naturschutzgebiete im Landkreis Weilheim-Schongau
Im Landkreis Weilheim-Schongau gibt es 23 Naturschutzgebiete. Zusammen nehmen sie eine Fläche von etwa 3.050 Hektar im Landkreis ein. Das größte Naturschutzgebiet ist das 1981 eingerichtete Naturschutzgebiet Osterseen.
| Name                                                               | Bild | Kennung                   | Kreis                                                         | Einzelheiten                                                      | Position | Fläche Hektar | Datum |
| ------------------------------------------------------------------ | ---- | ------------------------- | ------------------------------------------------------------- | ----------------------------------------------------------------- | -------- | ------------- | ----- |
| Ammerschlucht an der Echelsbacher Brücke                           |      | NSG-00077.01 WDPA: 318113 | Landkreis Garmisch-Partenkirchen, Landkreis Weilheim-Schongau | LK Garmisch-Partenkirchen 11,85 ha, LK Weilheim-Schongau 20,56 ha | ⊙        | 32,41         | 1986  |
| Ammerschlucht im Bereich des Scheibum                              |      | NSG-00066.01 WDPA: 318114 | Landkreis Garmisch-Partenkirchen, Landkreis Weilheim-Schongau | LK Garmisch-Partenkirchen 20,32 ha, LK Weilheim-Schongau 22,35 ha | ⊙        | 42,67         | 1959  |
| Ammertal im Bereich der Ammerleite und Talbachhänge                |      | NSG-00078.01 WDPA: 81303  | Landkreis Weilheim-Schongau                                   |                                                                   | ⊙        | 251,09        | 1953  |
| Bernrieder Filz                                                    |      | NSG-00073.01 WDPA: 81386  | Landkreis Weilheim-Schongau                                   |                                                                   | ⊙        | 42,88         | 1978  |
| Bichlbauernfilz mit Schwaigsee                                     |      | NSG-00185.01 WDPA: 81397  | Landkreis Weilheim-Schongau                                   |                                                                   | ⊙        | 44,3          | 1997  |
| Eibenwald bei Paterzell                                            |      | NSG-00200.01 WDPA: 81580  | Landkreis Weilheim-Schongau                                   |                                                                   | ⊙        | 87,05         | 1987  |
| Fichtsee im Sindelsbachfilz                                        |      | NSG-00026.01 WDPA: 81661  | Landkreis Weilheim-Schongau                                   |                                                                   | ⊙        | 129,74        | 1994  |
| Flachtenbergmoor                                                   |      | NSG-00053.01 WDPA: 81674  | Landkreis Weilheim-Schongau                                   |                                                                   | ⊙        | 8,29          | 1994  |
| Gerstenfilz                                                        | BW   | NSG-00061.01 WDPA: 81725  | Landkreis Weilheim-Schongau                                   |                                                                   | ⊙        | 10,9          | 1952  |
| Karpfenwinkel mit Streuwiesen am Starnberger See                   |      | NSG-00238.01 WDPA: 164029 | Landkreis Starnberg, Landkreis Weilheim-Schongau              | LK Starnberg 29,31 ha, LK Weilheim-Schongau 3,98 ha               | ⊙        | 33,29         | 1985  |
| Lechabschnitt Hirschauer Steilhalde – Litzauer Schleife            |      | NSG-00284.01 WDPA: 164408 | Landkreis Weilheim-Schongau                                   |                                                                   | ⊙        | 188,53        | 1986  |
| Magnetsrieder Hardt                                                |      | NSG-00147.01 WDPA: 82135  | Landkreis Weilheim-Schongau                                   |                                                                   | ⊙        | 90,26         | 1982  |
| Moore um die Wies                                                  |      | NSG-00361.01 WDPA: 164671 | Landkreis Weilheim-Schongau                                   |                                                                   | ⊙        | 375,4         | 1989  |
| Oberoblander Filz                                                  |      | NSG-00032.01 WDPA: 82271  | Landkreis Weilheim-Schongau                                   |                                                                   | ⊙        | 50,96         | 1940  |
| Osterseen                                                          |      | NSG-00143.01 WDPA: 30120  | Landkreis Weilheim-Schongau                                   |                                                                   | ⊙        | 1.092,98      | 1981  |
| Pähler Schlucht                                                    |      | NSG-00191.01 WDPA: 82300  | Landkreis Weilheim-Schongau                                   |                                                                   | ⊙        | 16,55         | 1983  |
| Rohrmoos                                                           |      | NSG-00067.01 WDPA: 165211 | Landkreis Weilheim-Schongau                                   |                                                                   | ⊙        | 63,73         | 1953  |
| Schollenmoos                                                       |      | NSG-00054.01 WDPA: 165455 | Landkreis Weilheim-Schongau                                   |                                                                   | ⊙        | 18,78         | 1950  |
| Schwaigwaldmoos                                                    |      | NSG-00068.01 WDPA: 82560  | Landkreis Weilheim-Schongau                                   |                                                                   | ⊙        | 50,25         | 1953  |
| Schwarzlaichmoor                                                   |      | NSG-00057.01 WDPA: 82570  | Landkreis Weilheim-Schongau                                   |                                                                   | ⊙        | 127,44        | 1951  |
| Steilhalden und Flussauen des Lechs zwischen Kinsau und Hohenfurch |      | NSG-00643.01 WDPA: 329641 | Landkreis Landsberg am Lech, Landkreis Weilheim-Schongau      | LK Landsberg am Lech 84,96 ha, LK Weilheim-Schongau 103,34 ha     | ⊙        | 188,3         | 2004  |
| Vogelfreistätte Ammersee-Südufer                                   |      | NSG-00120.01 WDPA: 82786  | Landkreis Landsberg am Lech, Landkreis Weilheim-Schongau      | LK Landsberg am Lech 403,98 ha, LK Weilheim-Schongau 199,67 ha    | ⊙        | 603,65        | 1979  |
| Wildseefilz                                                        |      | NSG-00029.01 WDPA: 82920  | Landkreis Weilheim-Schongau                                   |                                                                   | ⊙        | 49,25         | 1940  |
| Legende für Naturschutzgebiet                                      |      |                           |                                                               |                                                                   |          |               |       |